# Збою
Збою (рум. Zboiu) — село у повіті Джурджу в Румунії. Входить до складу комуни Гряка.
Село розташоване на відстані 38 км на південний схід від Бухареста, 36 км на північний схід від Джурджу.

## Населення
За даними перепису населення 2002 року у селі проживала 361 особа, усі — румуни. Усі жителі села рідною мовою назвали румунську.